# 恋のレベルアップ
『恋のレベルアップ』（こいのレベルアップ、韓国語：레벨업）は、大韓民国のテレビ番組。 2019年7月10日から8月15日まで、水曜日と木曜日の23:00（KST）にMBNで放映された。主演はソンフンとハン・ボルム。

## あらすじ
回生率100％の構造調整専門家アンダンテとゲームのおかげでシンヨンファが不盗難ゲーム会社を生かす新作発売のために苦軍奮闘するロマンチックコメディドラマ。

## 登場人物

### 主要人物
アンダンテ
演 - ソンフン
シンヨンファ
演 - ハン・ボルム
クァクハンチョル
演 - チャ・ソヌ
ベーヤチェー
演 - デニー・アン

## スタッフ
- 演出・監督：キム・サンウ
- 脚本：キム・ドンギュ